# Klaus-Jürgen Bruder
Klaus-Jürgen Bruder (* 8. Oktober 1941 in Leipzig) ist ein deutscher Psychologe und Psychoanalytiker.

## Leben
Bruder studierte Psychologie, Soziologie und Politische Wissenschaft in Würzburg und Heidelberg und legte 1972 als Dissertation bei Peter Brückner an der Universität Hannover einen Entwurf der Kritik der bürgerlichen Psychologie vor. Da Brückner wegen des Vorwurfs der Unterstützung der RAF ab 1972 für zwei Semester vom Dienst suspendiert worden war, übernahm Klaus Holzkamp das Verfahren zur Promotion. 1982 habilitierte sich Klaus-Jürgen Bruder mit der Arbeit Psychologie ohne Bewusstsein: Die Geburt der behavioristischen Sozialtechnologie. Seit 1971 ist er Hochschullehrer, zunächst in Frankfurt am Main, dann in Hannover und ab 1992 an der Freien Universität Berlin. Er ist verheiratet mit der Psychoanalytikerin Almuth Bruder-Bezzel, lebt in Berlin und ist Vorsitzender der Neuen Gesellschaft für Psychologie.

## Werk
Die Arbeiten von Bruder drehen sich um die – von Herbert Marcuse inspirierte – Frage, weshalb Herrschaft so stabil ist, dass ihre  Geschichte lediglich von kurzen Momenten der Befreiung unterbrochen wird.
Den Ausgang bilden die in den Jahren der Studentenbewegung entstandenen Arbeiten Bruders zur Psychologie-Kritik im Rahmen der Projekte der Kritik der bürgerlichen Wissenschaften.
Gegenüber Klaus Holzkamp betont Bruder den eigenständigen Stellenwert der „Kritik“, die ihre Bedeutung im Rahmen der Bewegungen zur Veränderung der gesellschaftlichen Verhältnisse besitzt.
Diese Position ist in den postmodernen Diskursen wiederzufinden, innerhalb derer Klaus-Jürgen Bruder seine Position einer Psychologie des „Diskurses der Macht“ unter Bezugnahme auf Lyotard, Deleuze, Guattari, Lacan, Foucault und Derrida entwickelt hat.
In der linken Tageszeitung junge Welt nimmt er regelmäßig zu fachlich-tagespolitischen Fragen Stellung.

## Veröffentlichungen
- Taylorisierung des Unterrichts. Zur Kritik der Instruktionspsychologie. In: Kursbuch 24, Kursbuch Verlag, Berlin 1971.
- Kritik der bürgerlichen Psychologie. Zur Theorie des Individuums in der kapitalistischen Gesellschaft, (Hg.), Frankfurt (Fischer) 1973.
- Kritik der pädagogischen Psychologie. Falsche Theorien einer falschen Praxis, (Hg. zusammen mit anderen), Reinbek (Rowohlt) 1976.
- Psychologie ohne Bewusstsein. Die Geburt der behavioristischen Sozialtechnologie, Frankfurt (Suhrkamp) 1982.
- Jugend. Psychologie einer Kultur, (mit Almuth Bruder-Bezzel) München (Urban & Schwarzenberg) 1984.
- Subjektivität und Postmoderne. Der Diskurs der Psychologie, Frankfurt (Suhrkamp) 1993.
- Monster oder liebe Eltern. Sexueller Mißbrauch in der Familie, (Hg. mit Sigrid Richter-Unger) Berlin, Weimar (Aufbau-Verlag) 1993, 2. Auflage: Göttingen (Vandenhoeck & Ruprecht) 1997.
- „Die biographische Wahrheit ist nicht zu haben“,[7] Gießen (Psychosozial-Verlag) 2003.
- Kreativität und Determination. Studien zu Nietzsche, Freud und Adler (mit Almuth Bruder-Bezzel), Göttingen (Vandenhoeck & Ruprecht) 2003.
- Individualpsychologische Psychoanalyse, (Hg. mit Almuth Bruder-Bezzel), Frankfurt am Main (Peter Lang) 2006.
- Lüge und Selbsttäuschung, (mit Friedrich Voßkühler), Göttingen (Vandenhoeck & Ruprecht) 2009.
- Macht – Kontrolle – Evidenz (Hg. mit Christoph Bialluch, Bernd Leuterer), Gießen (Psychosozial-Verlag) 2012.
- Sozialpsychologie des Kapitalismus – heute. Zur Aktualität Peter Brückners, (Hg. mit Christoph Bialluch, Benjamin Lemke), Gießen (Psychosozial-Verlag) 2013.
- Gesellschaftliche Spaltungen: Zur Wahrnehmung von Ungleichheit und Ungerechtigkeit in Politik und Gesellschaft (Hg. mit  Christoph Bialluch, Jürgen Günther), Gießen (Psychosozial-Verlag) 2014.
- Migration und Rassismus. Politik der Menschenfeindlichkeit., (Hg. mit  Christoph Bialluch), Gießen (Psychosozial-Verlag) 2014.
- Machtwirkung und Glücksversprechen. Gewalt und Rationalität in Sozialisation und Bildungsprozessen., (Hg.mit  Christoph Bialluch, Benjamin Lemke), Gießen (Psychosozial-Verlag) 2016.
- Neoliberale Identitäten. Der Einfluss der Ökonomisierung auf die Psyche, (Hg. mit Almuth Bruder-Bezzel, Karsten Münch), Gießen (Psychosozial-Verlag) 2016.
- Krieg um die Köpfe. Der Diskurs der Verantwortungsübernahme, (Hg. mit Almuth Bruder-Bezzel, Karsten Münch), Gießen (Psychosozial-Verlag) 2016.
- Paralyse der Kritik – Gesellschaft ohne Opposition?, (Hg. mit Christoph Bialluch, Bernd Leuterer, Jürgen Günther), Gießen (Psychosozial-Verlag) 2019.
- Macht: Wie die Meinung der Herrschenden zur herrschenden Meinung wird."", (Hg. mit Almuth Bruder-Bezzel), Frankfurt (Westend) 2021.